# 케이크메이커
《케이크메이커》(The Cakemaker)는 독일에서 제작된 오피르 라울 그라이저 감독의 2017년 드라마 영화이다. 사라 애들러 등이 주연으로 출연하였고 이타이 타미르 등이 제작에 참여하였다.
제52회 카를로비바리 영화제에서 초연되었다.

## 출연

### 주연
- 사라 애들러
- 팀 칼코프
- 로이 밀러

### 조연
- 조허 슈트라우스
- 산드라 세이드
- 스테파니 스트렘러

## 기타
- 공동제작: 오피르 라울 그라이저
- 미술: 야엘 비블
- 미술: 다니엘 코소우
- 배역: 아민 리브네